# Diplusodon astictus
Diplusodon astictus är en fackelblomsväxtart som beskrevs av Alicia Lourteig. Diplusodon astictus ingår i släktet Diplusodon och familjen fackelblomsväxter. Inga underarter finns listade i Catalogue of Life.